# 过氧苯甲酸
过氧苯甲酸也称过苯甲酸，是由苯甲酸衍生出的过酸。

## 性质
片状有辛辣气味的晶体，易升华，易随水蒸气蒸发，处理不当易爆炸。极难溶于水，微溶于石油醚，易溶于有机溶剂。

## 制备
将氢氧化钠11千克、七水硫酸镁1千克自来水250升溶液冷至5度，加入30%双氧水15升，再次冷至5度，剧烈搅拌下，快速加入苯甲酰氯17.6千克，立即产生过氧苯甲酰沉淀，反应液温度自然上升至15度，继续搅拌一小时以便使过氧苯甲酰水解成过氧苯甲酸钠，保温毕反应混合物呈乳状。过滤除去过氧苯甲酰（约1千克），滤液倾入浓硫酸15千克及冰75千克的混合物中，析出过氧苯甲酸，过滤得冰水洗涤。干燥得产品约13千克熔点40-42度，纯度99.5%。

## 用途
过氧苯甲酸可用于烯烃环氧化，不饱和化合物分析，如和苯乙烯的Prilezhaev反应可得到苯基环氧乙烷。